# Chionomys gud
Chionomys gud är en däggdjursart som först beskrevs av Konstantin Alexeevitsch Satunin 1909.  Chionomys gud ingår i släktet Chionomys och familjen hamsterartade gnagare. IUCN kategoriserar arten globalt som livskraftig. Inga underarter finns listade i Catalogue of Life.

## Utseende
Arten blir 112 till 130 mm lång (huvud och bål), har en 57 till 79 mm lång svans och väger 34 till 63 g. Hos Chionomys gud är bakfötterna 19 till 21 mm långa och öronen 15 till 19 mm stora. Artens svans är jämförd med övriga kroppslängden (huvud och bål) längre än hos snösorken. På ovansidan förekommer grå päls, på vissa ställen med bruna skuggor, som går stegvis över i den vitaktiga pälsen på undersidan. Även svansen kan ha en ljusare undersida eller den är helt ljusgrå. Gnagaren har upp till 40 mm långa vita morrhår. Chionomys gud avviker dessutom från andra släktmedlemmar genom ett olikartat konstruerat penisben. På framsidan av de övre framtänderna förekommer orange eller gul tandemalj och framsidan av de nedre framtänderna är alltid blek gul. Med undantag av de yttre könsdelarna ser hannar och honor likadan ut.

## Utbredning
Denna gnagare förekommer i Kaukasus i Ryssland, Georgien, Turkiet och Azerbajdzjan. Den vistas mellan 500 och 3000 meter över havet. Habitatet utgörs av klippiga öppna områden eller skogens kanter.

## Ekologi
Individerna är aktiva vid skymningen och gryningen eller på dagen. De vilar i naturliga håligheter eller gräver bon. Under vintern stannar de i boet. Chionomys gud äter gräs, mossa, bär och kvistar. Före vintern skapar den förråd i boet som kan väga 6 kg. Honor har upp till fyra kullar per år.
Arten kan klättra i den låga växtligheten upp till 1,5 meter över marken. Honor som föddes under våren kan ha två kullar under samma år. Fortplantningstiden sträcker sig allmänt från maj till oktober men den varierar beroende på höjden. Uppskattningsvis föds 3 till 4 ungar per kull. Före vintern lagras födan i högar. Beståndets storlek ska inte variera periodisk.